# Tuzuklej
Tuzuklej (ros. Тузуклей) – wieś w Rosji, w obwodzie astrachańskim, w rejonie kamyziackim. W 2021 liczyła 2292 mieszkańców.